# Albionella propria
Albionella propria  (лат.) — вид пауков-скакунов из подсемейства Amycinae, выделяемый в монотипный род Albionella. Обитает в Панаме (Центральная Америка).

## ТаксономияAlbionella
Ранее в составе рода Albionella рассматривали ещё два вида, описанных в 1954 году из сборов во Французской Гвиане итальянским арахнологом Людовико ди Капориакко, — Albionella chickeringi и Albionella guianensis. Первый в ходе ревизии 2008 года был перенесён в род Mago. Видовой статус второго вида был поставлен под сомнение, поскольку первоначальное описание основано на строении неполовозрелой особи и самки, тогда как современная таксономия пауков базируется преимущественно на особенностях строения мужского совокупительного аппарата.